# Gesta Martyrum
Die gesta martyrum (Taten der Märtyrer) sind eine Sammlung lateinischer Erzählungen über das Leben und den Märtyrertod römischer Christen in vorkonstantinischer Zeit. Die Abfassung der rund hundert anonymen Schriften dürfte bei den frühesten während des 5. und 6. Jahrhunderts stattgefunden haben, eine geringere Zahl ist aber wesentlich jünger (karolingische Zeit). Die gesta stehen in der gleichen hagiographischen Tradition wie der Liber Pontificalis und geben Auskunft über die Selbstsicht des Christentums und die Heiligenverehrung in der Spätantike. In der Folge erhalten sie literarische Bedeutung als Bindeglied zwischen antiker und mittelalterlicher Romantradition.